# Hipodrom Most

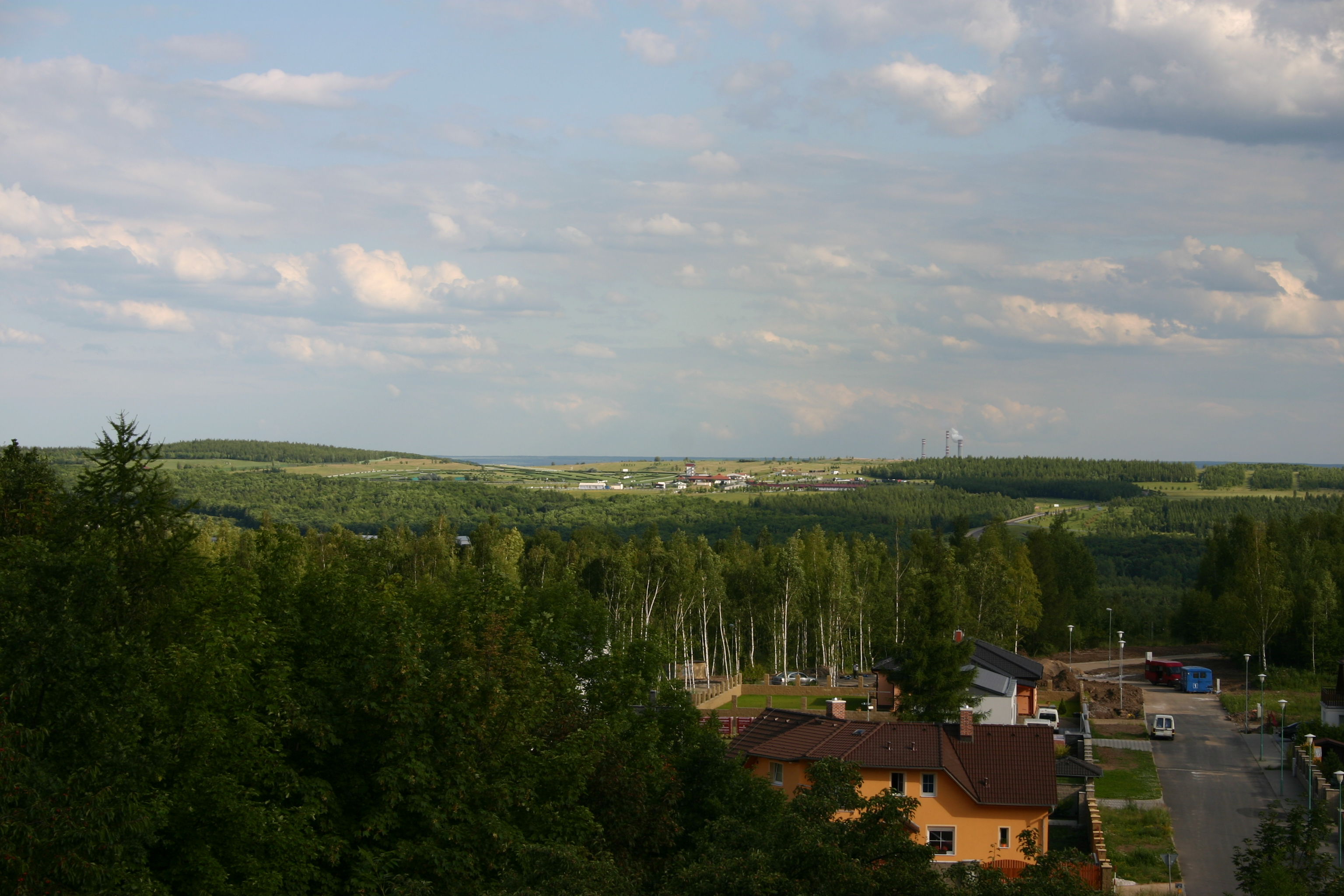
Pohled na Hipodrom od severozápadu

Hipodrom Most je dostihové závodiště na jižním okraji města Mostu, které provozuje stejnojmenná akciová společnost Hipodrom Most. Dostihový areál vznikl v roce 1996 rekultivací důlní výsypky. Dostihové závody zde probíhají od dubna do října, vedle nich se zde konají také parkurové závody a v areálu se pořádají různé akce pro děti. Areál slouží také in-line bruslařům, pro které je zde vybudována 3 400 metrů dlouhá dráha.

## Výstavba hipodromu
Mostecký Hipodrom je součástí rekultivačního parku Velebudice, který patří mezi špičkové projekty tzv. české rekultivační školy, která je s respektem uznávána na celém světě. V souvislosti s úvahami o využití Velebudické výsypky byl v roce 1973 zpracován záměr vybudování rekultivačního parku jako areálu odpočinku a zdraví, jehož dominantou se stala dostihová dráha. Velebudická výsypka patří mezi největší výsypky v bývalém Severočeském hnědouhelném revíru, byla vytvářena z nadložních zemin závodu Jan Šverma na celkové výměře cca 790 ha. Smyslem a cílem veškerého úsilí bylo navrátit mrtvým plochám výsypkových prostor jejich společenský význam.
Naprostá většina evropských dostihových drah je vybudována na urovnaných přírodních terénech. Proto nejen u nás, ale i v evropském měřítku, je stavba mostecké dostihové dráhy, zejména její provedení od základů, téměř unikátní záležitostí. Konstrukce dráhy byla provedena tak, aby splňovala požadavky na ní kladené, byla dostatečně pevná a pružná. Trávník lze díky drenážnímu systému podle potřeby na celé ploše závodiště zavlažovat nebo z něj rychle odvést vodu. Zcela ojedinělé je také vybudování rozsáhlé tréninkové dráhy, která je umístěna mimo dostihovou dráhu a ostatní česká závodiště ji nemají. Zde je možno na rozloze 43 ha bez problémů trénovat bud' na písčité nebo travnaté dráze. V roce 1996 byla dráha dokončena a o rok později se zde jely první dostihy. Dne 22. února 1996 založily společně Mostecká uhelná a. s., Město Most, Chemopetrol a. s. a EQUI Bořeň Svinčice, spol. s r.o. akciovou společnost Hipodrom Most, která závodiště provozuje. Do roku 2016 byla ve vlastnictví společnosti Severní energetická, která ho dlouhodobě se ztrátou provozovala. V roce 2016 areál odkoupila společnost Charvát Group, za kterou stojí Jiří Charvát.
V následujících letech byla dokončena výstavba zázemí pro závodníky jako ustájení pro koně, sedliště a padock. Pro diváky byla postavena tribuna s 1500 místy, občerstvovací centrum, dětský koutek a piknik centrum.
Od července 2008 je zde 3370 m dlouhá dráha pro in-line bruslení, která byla vybudována po obvodu dostihové trati. Součástí areálu je také závodiště pro parkur, tréninkové plochy a golfové hřiště a piknikový park pro veřejnost. Ročně Hipodrom navštíví přibližně sto tisíc návštěvníků.

## Dostihová dráha
Základem dostihové dráhy je půl metru silná vrstva štěrkopísku, pod kterým je rozveden odvodňovací a závlahový systém, který jednak odvádí přebytečnou vodu do kanalizace a jednak v případě potřeby zavlažuje celou plochu trávníku. Teprve na tomto štěrkopísku leží vrstva zeminy, takže dostihová dráha zajišťuje dobré podmínky nezávisle na počasí.
- Přímá dráha pro rovinové dostihy je 1200 metrů dlouhá a 30 metrů široká
- Hlavní ovál pro rovinové dostihy má délku 1800 m a šířku 30 m
- Ostatní vnitřní dráhy pro proutěné překážky a steeplechase jsou široké 20 m